# フォード・RS200
RS200は、フォード・モーターが世界ラリー選手権（WRC）に参戦する目的で1984年から1986年まで製作したスポーツカーである。この時期のラリーカーとしては珍しい流線型のフォルムを持っている。

## 概説
RS200は1982年からのグループB移行したWRCへの参戦を目的に開発・製作されたフォードのラリーカーである。プロジェクトは1983年に始動し、1986年にWRCにデビューした。
グループBマシンの過剰性能に伴う危険性から、WRCは1987年からグループA規定に移行したため、WRCへの参戦は4戦にとどまった。

## 機構
フォード・モータースポーツのシニア・ラリーエンジニアのジョン・ウィーラーの許トニー・サウスゲートとデーブ・エイミーがコンセプトを立案し、マイク・ピルビームが車体の設計を行った。エクステリアデザインはフォードのデザイン部門のギアが担当した。
シャシはアルミニウム製のハニカムモノコックで、車室だけでなくエンジンベイおよび前後サスペンションアーム取り付け部まで伸ばされることで、車体全体を支えている。鋼管サブフレームは前後サスペンションダンパー上部など車体上部の追加構造物として使用されているが、エンジンの支持はしておらず、エンジンはモノコックから左右のエンジンマウントとクラッチ部の3点支持で固定されている。ドア、フロントウィンド、テールランプはコストを削減するためにシエラからの流用品で賄った。ドライサンプ化されたエンジンは四輪駆動のプロペラシャフトを避けるために進行方向左側にオフセットされ、限界まで低く搭載されている。ターボチャージャーを含むエンジン部の重量バランス改善と重心低下のため、エンジン本体は右20°斜めに傾けて搭載されている。ボディカウルに関しては金属類はほとんど使われず、ガラス繊維強化プラスチックによって成型されている。
エンジンはBDTと呼ばれる水冷式直列4気筒DOHCガソリンエンジンで、コスワース製のBDAエンジンをベースにギャレット製ターボチャージャーを装着した。エンジンはRS200の車両重量が嵩む予定であったため、重量規定で960㎏以上に対応するターボ係数1.4で2.5-3リッタークラスの排気量になるよう、ターボ係数1.4で2.5リッター以下クラスに相当する排気量としていた1,784ccのRS1700T用BDTエンジンの排気量を1.803ccに拡大して使用した。BDAエンジンがベースではあるが、ヘッド、ブロック、クランク、クランク支持部分構造に至るまで専用設計となっており、パーツ単位での互換性はほとんどない。市販車では最高出力250 PS、300 PS、350 PSの3種類が供給され、WRCで使用されたワークスカーでは公称450 PSと発表されている。
RS200Eと呼ばれるエボリューションモデル用エンジンであるBDT-Eの排気量は2,137 ccで、過給器係数1.4を掛けて3,000 cc未満となるよう設定された。コスワースエンジンのチューニングで実績のあるブライアン・ハートで製作された。高出力に対応するためエンジンブロックは鋳鉄で作成されており、BD系では唯一の非アルミ製エンジンとなっている。しかし、このモデルはホモロゲーション取得が間に合わなかったため、WRCでは実戦投入されていない。
トランスミッションはZF製5速マニュアルトランスミッション。ケース素材はマグネシウムとなっている。インプットシャフト・アウトプットを上部に集めた低重心設計となっており、トランスミッションはほぼホイールセンターより低く搭載されている。
サスペンションは前後ともダブルウィッシュボーン式で、ラリー競技中の高い負荷に対処するため、全てのサスペンションがツインダンパー・ツインスプリング化されている。また、フロント部とリア部ロアアームに関してはアルミモノコックと繋がっているが、フロント部のダンパーは前部サブフレーム、リア部のアッパーアームとダンパーは後部サブフレームに締結されている。また、アーム類はピローボールではなくゴムブッシュを介して締結されている。
RS200のメカニズム的特徴は、前後の重量比を50:50とするためにトランスミッションを前方に配置した世界初のミッドシップ・トランスアクスル式四輪駆動（4WD）システムにある。FR車のトランスアクスルを前後逆にした格好であり、このため2本のプロペラシャフトが往復するという特異な構造になっている。
4WDの動作モードとして、駆動力の配分をコントロールするモードが3種類用意されており、前後37:63の比率で駆動力を配分するモード、センターデフをフルロックし直結4WDとするモード、そしてフロントに一切のトルクを供給しない後輪駆動モードがある。後輪駆動モードは4WDによるアンダーステアを嫌った、いわば回頭性能や運動性能を重視した舗装路ラリー専用のモードで、他のラリーマシンには見られないユニークな制御ロジックを搭載している。しかし、実戦でこのモードは使われず、またこのモードでもフロントLSDは作動するためアンダーステア傾向は残った。ロードカーではこのモード切り替えレバーはオプションであり、多くの個体は前後37:63のフルタイム4WDのみで供給されている。
日本には十数台のロードカーが存在するとされており、四国自動車博物館にも展示されている。

## レース活動
RS200のプロジェクトは1983年にスタートし、1984年11月のトリノ・モーターショーで初披露された。WRCデビューは1985年の1000湖ラリーが予定されていた。
RS200は1985年5月にポルトガルでグラベル、ターマック双方のテストを実施した後、9月7日開催のイギリスラリー選手権第7戦 リンディスファーン・ラリーでマルコム・ウィルソン/ナイジェル・ハリス組により出場し優勝を記録した。
RS200のグループBのホモロゲーション獲得に必要な200台の生産は遅延し、WRCデビューは1986年2月14‐16日開催の第2戦 スウェディッシュ・ラリーまでずれ込んだ。スウェディッシュにはスティグ・ブロンクビスト/ブルーノ・ベルグランド組とカレ・グルンデル/ベニー・ミランダー組の2台のRS200が出場した。車両重量はグルンデル車で1144㎏と規定の960㎏から大幅に超過しており、1985年にプジョー・205T16でWRCに参戦していたグルンデルもRS200の車両重量の問題について指摘していた。
スウェディッシュではピレリが用意したタイヤが路面に合わず、ドライバーは暴れるマシンに悩まされたが、グルンデルがプジョーのユハ・カンクネン、ランチアのマルク・アレンに次ぐ3位でゴールした。一方ブロンクビストはSS12でエンジントラブルによりリタイアに終わった。

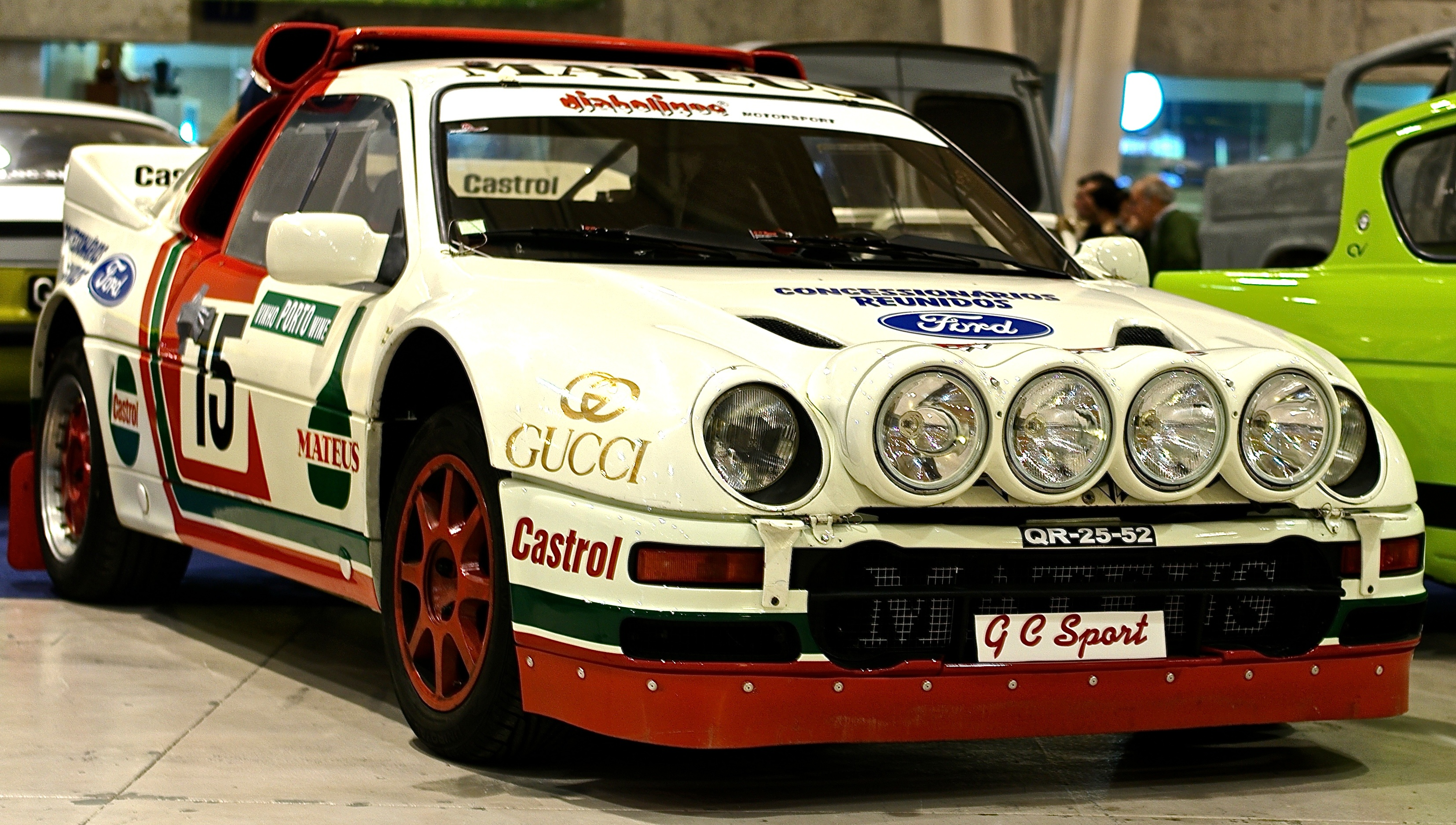
ポルトガルラリーでアクシデントを起こしたヨアキム・サントスのRS200

第3戦 ポルトガル・ラリーではフューエルヒーターが撤去され、スウェディッシュから30㎏の軽量化が達成されていた。しかしラリーでは第1レグ SS1でディアボリーク・モータースポーツからエントリーしたヨアキム・サントス/ミゲル・オリベイラ組のRS200が起こした観客の死亡事故により、他のワークスチームと共に第1レグ終了を待たずにラリーからの撤退を決定した。その後、5月29‐6月1日開催のヨーロッパラリー選手権第19戦 ヘッセンでマルク・スレールのRS200が約200㎞/hで走行中にコースアウトし炎上、スレールは重傷を負いコ・ドライバーのミシェル・ワイダーが死亡する惨事となり、RS200に関連した死亡事故が続いた。
WRC第6戦 アクロポリスでは熱対策のためラジエーターを大型化する改良が行われた。ラリーではグルンデルがトップを快走し、ブロンクビストも2位に位置しフォードがプジョー、ランチアを抑えラリーを支配した。しかしグルンデル第2レグ SS17後のサービスでメカニカルトラブルの修復に手間取りオーバータイムのためリタイアし、替わってトップに立ったブロンクビストもSS18でコースアウトしてしまい優勝のチャンスを逃してしまった。
WRCが1987年からグループAに移行することが決定するとフォードはグループBマシンでのラリー活動を縮小したため、次の出場イベントは第12戦 RACになった。RACではオイルクーラーを撤去しエンジンが改良されていた。車両重量はワークス仕様で1079㎏まで軽量化されたが、未だ最低規定重量を100㎏以上超過していた。ラリーではブロンクビストはSS26でエンジントラブル、ワークス参戦のマーク・ロベルもSS20でエンジン火災でそれぞれリタイアし、グルンデルは優勝したプジョーのティモ・サロネンから約8分遅れの5位で完走した。
WRCでは期待された成績を残すことは無かったRS200だがナショナル選手権ではロベルト・ドルーグマンがベルギー選手権を、マーク・ロベルが未勝利ながらイギリス選手権でチャンピオンを獲得した。またスティグ・アンダーバングはオランダ選手権と西ユーロラリーカップ双方でタイトルを獲得した。
1986年RACラリー終了後、英『AutoCar』誌による測定でRS200ワークスカーは0-60 mph加速2.8秒を記録している。RS200Eは2.1秒という記録を持ち、当時の世界最速の車としてギネス・ワールド・レコーズに掲載された。また、WRC王者のカルロス・サインツは「自身の乗った中での最強のラリーカーは？」という問いにRS200と答え、その理由にエンジンパワーを挙げている。
1987年から1992年まで、ヨーロッパ・ラリークロス選手権（Euro RX、ERX）・ディビジョン2に参戦し、1987年に第1・第2世代エボリューションモデル（RS200E、RS200E2）を投入。1991年はマルティン・シャンツェが選手権タイトルを獲得している。
この他1987年にはパイクスピーク・ヒルクライムに、マルコム・ウィルソン/ナイジェル・ハリス組がラリークロス仕様のRS200でオープンラリークラスから出場し総合7位・クラス5位の成績を残した。その後RS200Eが2001年、2002年、2004年のパイクスピーク・ヒルクライムに元ワークスドライバーのスティグ・ブロンクビストがMach 2 Racing Teamからアンリミテッドクラスとして出場し、2004年には優勝している。2008年にも同チームのパイクスピークへの出場が予定されていたもののキャンセルとなり、2009年には英国エイボンタイヤを装着した1,150PSもの大出力仕様でマーク・レニソンが走行した。

## RS200エボリューション グループS
| グループS仕様のRS200 |  | グループS仕様のRS200 |
| グループS仕様のRS200 |  |                      |

FISAは1987年からWRCをグループS規格の車両で実施する計画を示しており、フォードを含む各自動車メーカーもグループSラリーカーの開発を進めていた。この計画はWRCでの相次ぐ死亡事故により放棄されたが、ジョン・ウィーラーはフォードからRS200のコンポーネンツをもらい受け独自にRS200をベースとするグループS車両の開発を継続した。
RS200グループS仕様のボディはリアスポイラーのモディファイと、インタークーラーの搭載位置の変更により空力性能も向上し、エンジンはブライアン・ハート設計の2.1リッター・ターボの搭載が計画されていた。